# Янтарная звезда
«Янтарная звезда» — ежегодный открытый международный конкурс молодых исполнителей популярной музыки. Состоит из 3 конкурсов: эстрадный конкурс (от 20 лет), детский конкурс артистов эстрады (от 7 до 18 лет) и конкурс красоты (для девочек от 4 до 12 лет "Маленькая мисс «Янтарная звезда», конкурс красоты для женщин от 20 лет).
Первый конкурс проводился в российском городе Калининграде в 2001 году. С 2002 года стал проводиться в Латвии. Идея конкурса принадлежит Людмиле Полежаевой.
В разные годы победителями «Янтарной звезды» были: ансамбли «Полюшко», «Весень» и «Заряна», исполнители Анастасия Лобода, Анастасия Малышева, Карина Федосеева и Олеся Стасько, танцевальные коллективы «Джамп» и «Премьер», «Аквик» и «Бриз», солистки Люба Шевченко и Валя Третьякова, ансамбль «Партизанский сапфир», Театр песни «Поющие горошины» и солисты Лера Никитенко, Регина Каспарова, Мария Сабирова, Кристина Татур, Роксана Бабаян, Альмира Гуляйкина и другие артисты из разных стран мира.

## Победители
| Год  | Страна   | Исполнитель(и)    |
| ---- | -------- | ----------------- |
| 2004 | Россия   | Марина Кудинова   |
| 2005 | Россия   | Кинса             |
| 2006 | Беларусь | Ольга Колесникова |